# La fine del viaggio
La fine del viaggio (Journey's End), tradotto come Il grande viaggio in occasione della prima italiana, è un'opera teatrale di Robert Cedric Sherriff, portata al debutto a Londra nel 1928.
Il dramma è stato portato in scena in oltre una ventina di nazioni, adattato per il cinema in quattro diverse occasioni ed è parte integrante del programma di studio nelle scuole superiori britanniche.

## Trama
In una trincea della fanteria britannica nei pressi di San Quintino, i soldati si preparano a una massiccia offensiva tedesca. Il capitano Stanhope, poco più che ventenne ma ormai impegnato al fronte da oltre tre anni, trova solo nel whiskey la forza di andare avanti e ha come unica fonte di conforto il tenente Osborne, che prima della Grande guerra era un professore. I suoi sottoposti includono il ligio Trotter, il fragile Hibbert e il giovanissimo Raleigh, appena giunto dall'accademia militare pieno di propaganda patriottica e sogni di gloria. Saranno proprio Osborne e Raleigh i primi a morire nell'offensiva tedesca, che avanza inesorabilmente contro la loro trincea.

## Storia
Nonostante la titubanza di diversi produttori a causa delle tematiche della pièce e l'assenza di parti femminili, La fine del viaggio fu portata al debutto all'Apollo Theatre di Londra, diretto da un giovane James Whale e con un ventunenne Laurence Olivier nel ruolo di Stanhope. Il produttore Maurice Browne individuò il potenziale dell'opera e la ripropose al Savoy Theatre, ove rimase in cartellone per tre settimane prima di essere riproposta al Prince of Wales Theatre, dove le repliche continuarono per oltre due anni.
Tra il 1929 e il 1930 rimase in cartellone anche a Broadway per quasi cinquecento repliche. Entro i primi anni 1930 l'opera era stata portata in scena anche a Parigi, Stoccolma, Berlino, Vienna, Madrid, Budapest, Canada, Australia e Sudafrica. Nel 1930 Lamberto Picasso portò in scena l'opera al Teatro Valle di Roma con soli sei attori (inclusi Egisto Olivieri e Giulio Stival) e le scenografie di Virgilio Marchi.

## Adattamenti cinematografici
Già nel 1930 Whale diresse un adattamento cinematografico omonimo della pièce, mentre nel 1931 Heinz Paul ne realizzò un remake tedesco, Die andere Seite. Il dramma fu nuovamente adattato per il grande schermo nel 1976 nel film La battaglia delle aquile, con la sostanziale differenza che i protagonisti non sono truppe di fanteria ma membri dei Royal Flying Corps. Un quarto adattamento cinematografico, 1918 - I giorni del coraggio, fu distribuito nelle sale nella primavera 2018, a un secolo dai fatti narrati.

## Edizioni
- La fine del viaggio, traduzione di Silvia Castoldi, Fazi Editore, 2025, ISBN 979-1259671196.